# Dionisi de Sidó
Dionisi de Sidó, sovint anomenat simplement Sidoni (en grec antic: Διονύσιος ὁ Σιδώνιος, llatí: Dionysius), fou un gramàtic de l'antiga Grècia d'època hel·lenística. És conegut gràcies a les referències de nombrosos escolis, que demostren que va ser una autoritat en l'establiment del text homèric.
Sembla que va viure poc després del temps d'Aristarc (segles iii-ii aC) i que va fundar una escola pròpia. Apareix citat sobretot en els escolis a Homer d'Aristonic, Dídim i Herodià, i també per Apol·loni el Sofista i Heraclides de Milet i, ocasionalment, en els de Píndar i en una referència de Varró. Per totes aquestes citacions, es dedueix que, tot i estar d'acord de vegades amb el seu mestre, sovint diferia de les seves lectures, i particularment en aspectes de prosòdia, perquè seguia més fermament el criteri de l'analogia que no pas Aristarc.